# Нідерциммерн
Нідерциммерн (нім. Niederzimmern) — громада в Німеччині, розташована в землі Тюрингія. Входить до складу району Ваймарер-Ланд. Складова частина об'єднання громад Грамметаль.
Площа — 13,23 км2. Населення становить Невірний параметр metadata 16 071 065 ос. (станом на 31 грудня 2021).